# Alte Burg (Naturschutzgebiet)
Koordinaten: 51° 43′ 24″ N, 11° 10′ 4″ O
Die Alte Burg ist ein Naturschutzgebiet in der Stadt Ballenstedt im Landkreis Harz in Sachsen-Anhalt.
Das Naturschutzgebiet mit dem Kennzeichen NSG 0068 ist 41,79 Hektar groß. Es ist Bestandteil des EU-Vogelschutzgebietes „Nordöstlicher Unterharz“ und zu einem großen Teil vom Landschaftsschutzgebiet „Harz und Vorländer“ umgeben. Das Gebiet steht seit 1967 unter Schutz (Datum der Verordnung: 11. September 1967). Zuständige untere Naturschutzbehörde ist der Landkreis Harz.
Das Naturschutzgebiet liegt südlich des Ballenstedter Ortsteils Rieder und östlich des Quedlinburger Ortsteils Stadt Gernrode im Naturpark Harz/Sachsen-Anhalt. Es stellt ein Waldgebiet unter Schutz, das zu einem großen Teil von Kiefernforsten eingenommen wird. Zwischen den Kiefern stocken Hängebirke, Traubeneiche, Hainbuche und Rotbuche und deuten auf eine Entwicklung zu den standorttypischen Waldgesellschaften des Hainsimsen-Rotbuchenwaldes und Waldmeister-Rotbuchenwald hin. In der Krautschicht wachsen Einblütiges Perlgras und Echte Sternmiere. Im Westen des Schutzgebietes befindet sich ein westexponierter Steilhang. Hier treten Diabase mit nur geringmächtiger Bodenbildung zu Tage. Im Bereich des Steilhangs gehen die Waldgesellschaften in Liguster-Schlehen-Gebüsche über, an die sich Halbtrocken- und Trockenrasen anschließen. Die Halbtrockenrasen sind als Furchenschwingel-Fiederzwenken-Halbtrockenrasen mit Kleinem Wiesenknopf und Gewöhnlichem Sonnenröschen auf lößbedeckten Plateaus, die Trockenrasen als Faserschirm-Zwergseggen-Trockenrasen mit Erdsegge und Astloser Graslilie ausgebildet. Auf kleineren Felspodesten in den Steilwänden hat sich Sandthymian-Blauschwingel-Trockenrasen mit Blaugrünem Labkraut, Sandfingerkraut, Berg-Lauch und Echtem Federgras angesiedelt. Stellenweise wächst die Gewöhnliche Zwergmispel in den Trockenrasenbereichen.
Die Wälder im Bereich des Naturschutzgebietes sind Lebensraum zahlreicher Vogelarten. Hier konnten rund 60 Brutvogelarten nachgewiesen werden, darunter alle heimischen Spechtarten. 
Das Naturschutzgebiet ist von Wirtschaftswegen umgeben. Daran schließen sich nach Süden und Osten weitere Wälder an, nach Norden auch Grünlandflächen. Durch das Naturschutzgebiet verläuft eine Stromtrasse.